# 哈维奖
哈维奖（英語：The Harvey Awards）是美国漫画书界的奖项，以美国漫画家哈维·库兹曼之名命名，由幻图出版社总裁盖里·格罗斯在1988年创立。
哈维奖现由哈维奖提名委员会提名。并由一群漫画和出版专业人士公开投票选出最终获奖作品。哈維獎不再隸屬幻图出版社公司。 哈維獎執行委員會由無償志工組成，獎項資金來自贊助。

## 历史
哈维奖被视为1987年停颁的柯比奖的继任者，是由业内人士提名并投票选出的行业奖项，因此在行业内享有盛誉。
哈维奖最初由出版商幻图出版社、孤星漫画公司和美东漫画零售商协会（ERCBRA）赞助。首届哈维奖于1988年7月在芝加哥漫展举行，此后一直在达拉斯Fantasy Fair举行。由于达拉斯Fantasy Fair于1996年停办，当年奖项只能由举办方邮寄予得奖者。之后，哈维奖先后在旧金山WonderCon、匹兹堡漫展、纽约MoCCa Festival.举行，2006年起颁奖典礼移师巴尔的摩动漫展，2017年起固定于纽约漫画展举行。
2018年，大会期间举行了隆重的颁奖典礼，庆祝该奖项创立30周年。 从那一年开始，哈维奖进行了修订，新增了六个主要奖项类别和三个特别奖项。主要奖项的提名对象不再是个人，而是作品。提名程序也进行了修改，由评选委员会进行，而非公开投票。主要奖项的最终评选仍由业内专业人士公开投票决定。
2019年，哈维奖颁奖典礼于10月4日在纽约动漫展期间在纽约市举行，这场颁奖典礼仅限受邀者参加。除了宣布各提名类别的获奖者外，还有七位创作者入选哈维奖名人堂，其中包括麥克·米格諾拉和艾莉森·贝克德尔 。另外五位已故创作者，即威尔·埃尔德 (Will Elder)、 杰克·戴维斯 (Jack Davis (cartoonist)) 、 玛丽·塞弗林(Marie Severin) 、 约翰·塞弗林(John Severin)和本·奥达(Ben Oda) ，被追授入选，以纠正过去的遗漏。关于这些额外的入选者， 《纽约时报》 援引哈维奖联合主席约翰·林德的解释称：“我们决定在入选名单中平衡一些可能被忽视的往届创作者。” 
2020年10月，哈维奖在一场线上颁奖典礼上颁发，“该颁奖典礼是纽约动漫展和MCM动漫展元宇宙的一部分，由维韦克·蒂瓦里主持， 杨谨伦 、 尼尔·盖曼 、 吉尔·汤普森和戴蒙·林道夫出席”。

## 现存奖项
- 年度图书（Book of the Year）
- 年度电子图书（Digital Book of the Year）
- 年度儿童图书（Best Children's or Young Adult Book）
- 最佳漫画改编作品（Best Adaptation From Comic Book/Graphic Novel）
- 最佳漫画（Best Manga）
- 最佳国际图书（Best International Book）

另外还有数个非常设的特别奖项。
- 漫画产业先锋奖（Comics Industry Pioneer Award）
- 哈維獎名人堂（Harvey Hall of Fame Award）
- 国际焦点奖（International Spotlight Award）

## 现存主要奖项得主

### 年度图书
| 年份 | 得奖者                 | 作者                                    |
| ---- | ---------------------- | --------------------------------------- |
| 2018 | 《Monstress》          | Marjorie Liu、Sana Takeda               |
| 2019 | 《嗨，孩子》           | Jarrett J. Krosoczka                    |
| 2020 | 《龙圈》               | 杨谨伦                                  |
| 2021 | 《魔法鱼》             | Trung Le Nguyen                         |
| 2022 | 《亚洲好家伙》         | Pornsak Pichetshote、Alexandre Tefenkgi |
| 2023 | 《鸭子：油砂中的两年》 | Kate Beaton                             |

### 最佳漫画改编作品
| 年份 | 得奖者               | 原作                   |
| ---- | -------------------- | ---------------------- |
| 2018 | 《黑豹》             | 漫威漫画《黑豹》       |
| 2019 | 《蜘蛛侠：平行宇宙》 | 漫威漫画《蜘蛛侠》     |
| 2020 | 《守望者》           | DC漫画《守望者》       |
| 2021 | 《旺达幻视》         | 漫威漫画《复仇者联盟》 |
| 2022 | 《惊奇少女》         | 漫威漫画《惊奇少女》   |
| 2023 | 《蜘蛛侠：纵横宇宙》 | 漫威漫画《蜘蛛侠》     |

### 最佳漫画
| 年份 | 得奖者                                           |
| ---- | ------------------------------------------------ |
| 2018 | 《我可以被拥抱吗？因为太过寂寞而叫了蕾丝边应召》 |
| 2019 | 《我的英雄学院》                                 |
| 2020 | 《魔法帽的工作室》                               |
| 2021 | 《鏈锯人》                                       |
| 2022 | 《鏈锯人》                                       |
| 2023 | 《鏈锯人》                                       |

## 特别奖项得主

### 哈維獎名人堂
| 年份 | 得奖者                                                                                      |
| ---- | ------------------------------------------------------------------------------------------- |
| 2017 | 达温‧库克                                                                                   |
| 2018 | 罗兹·查斯特、戴夫·吉布森                                                                    |
| 2019 | 艾莉森·贝克德尔、杰克·戴维斯、威尔·埃尔德、麥克·米格諾拉、本·奥德、约翰·塞维林、玛丽·塞维林 |
| 2020 | 手冢治虫、吉尔·汤普森、Milestone Media创始人                                                |
| 2021 | 伯尼·莱特森、迈克尔·卡鲁塔、巴里·温莎-史密斯、高桥留美子、杰弗瑞·凯瑟琳·琼斯                |
| 2022 | 尼尔·盖曼、罗伊·托马斯                                                                      |
| 2023 | 克里斯·克雷蒙、沃尔特·西蒙森、露易丝·西蒙森、马文·沃夫曼、乔治·佩雷兹、比尔·格里菲斯        |

### 国际焦点奖
| 年份 | 得奖者   |
| ---- | -------- |
| 2017 | 真岛浩   |
| 2018 | 作石貴浩 |

## 相关链接
- 哈维奖官方网站 （页面存档备份，存于）